# Улица Хероја са Кошара (Врање)
| Хероја са Кошара                 | Хероја са Кошара                                    |
| -------------------------------- | --------------------------------------------------- |
|                                  |                                                     |
| Почетак                          | Из Београдске улице се скреће десно и улази у улицу |
| Крај                             | Раскрсница са улицом Иве Лоле Рибара                |
| Дужина                           | 220 m                                               |
| Ширина                           | 8-10 m                                              |
| Створена                         |                                                     |
| Названа                          | 2021                                                |
| Стари називи                     | Љубљанска улица 29. новембра                        |
|                                  |                                                     |
|                                  |                                                     |
| Поглед на улицу Хероја са Кошара |                                                     |

Улица Хероја са Кошара се налази у самом центру града Врања. Једна је од најкраћих улица у граду, али повезује две врло фреквентне улице, а то су Београдска и улица Иве Лоле Рибара. На самом крају улице се налази зграда такозваног бившег Комитета, а преко пута је зграда Дома културе. Ова зграда се великим делом налази у улици Хероја са Кошара, мада се институције у њој углавном воде на улицу Иве Лоле Рибара. У згради Дома културе се налази градска библиотека „Бора Станковић“, Школа анимираног филма и нека одељења Градске управе.

## Име улице
Ова улица је током историје мењала име. Од октобра 1928. године до 1947. године, ова улица се звала Љубљанска. Од 1947, па све до 2021. године, носила је назив 29. новембар. Назив ове улице је промењен 2021. године, и тренутно носи назив Хероја са Кошара.

## Улицом Хероја са Кошара
Захваљујући својој дугој историји у улици Хероја са Кошара данас се налазе многобројни објекти као и многе значајне институције.

#### бр. 1
Галерија Народног музеја

#### бр. 2
Споменик жртвама Нато бомбардовања

#### бр. 3
Зграда бившег Комитета 

#### бр. 4
Зграда Дома културе

#### бр. 5
Галерија Народног универзитета

## Суседне улице
Београдска и Иве Лоле Рибара